# Airtight Games
Airtight Games — американський незалежний розробник відеоігор зі штаб-квартирою в місті Редмонд, заснований у 2004 році. Компанія складалася з колишніх членів FASA Studio, Will Vinton Studios і Microsoft, а також кількох інших студій, а її ключовими особами були президент і креативний директор Джим Діл, арт-директор Метт Бруннер і співзасновник Ед Фріс.

## Історія
Airtight Games була створена у 2004 році основною командою, яка випустила гру для Xbox Crimson Skies: High Road to Revenge. Їхньою першою грою стала екшн-гра 2010 року Dark Void, видана Capcom і випущена для платформ Microsoft Windows, PlayStation 3 і Xbox 360.
У 2012 році вони випустили гру-головоломку для платформи Square Enix під назвою Quantum Conundrum. Після цього вони випустили дві мобільні ігри для iOS у 2012 та 2013 роках, а також Soul Fjord, гібрид roguelike/ритмової гри, розроблений як ексклюзивна гра для недовговічної консолі Ouya і випущений у 2014 році..
У червні 2014 року вони випустили пригодницько-містичну гру Murdered: Soul Suspect, видану Square Enix для Microsoft Windows, PlayStation 3, PlayStation 4, Xbox 360 і Xbox One. Раніше того ж року студія звільнила 14 співробітників, а її креативна директорка Кім Свіфт перейшла до Amazon Game Studios. Через місяць Airtight Games закрилися в липні 2014 року.

## Розроблені ігри
| Рік  | Назва                  | Розробник      | Платформа(и) | Платформа(и) | Платформа(и) | Платформа(и) | Платформа(и) | Платформа(и) | Платформа(и) |
| Рік  | Назва                  | Розробник      | Ouya         | iOS          | PS3          | Win          | X360         | PS4          | XBO          |
| ---- | ---------------------- | -------------- | ------------ | ------------ | ------------ | ------------ | ------------ | ------------ | ------------ |
| 2010 | Dark Void              | Capcom         | Ні           | Ні           | Так          | Так          | Так          | Ні           | Ні           |
| 2012 | Quantum Conundrum      | Square Enix    | Ні           | Ні           | Так          | Так          | Так          | Ні           | Ні           |
| 2012 | Pixld                  | Airtight Games | Ні           | Так          | Ні           | Ні           | Ні           | Ні           | Ні           |
| 2013 | DerpBike               | Airtight Games | Ні           | Так          | Ні           | Ні           | Ні           | Ні           | Ні           |
| 2014 | Soul Fjord             | Airtight Games | Так          | Ні           | Ні           | Ні           | Ні           | Ні           | Ні           |
| 2014 | Murdered: Soul Suspect | Square Enix    | Ні           | Ні           | Так          | Так          | Так          | Так          | Так          |